# تشارلز مالكولم ويلسون
تشارلز مالكولم ويلسون (26 فبراير 1914-)، سياسي أمريكي وحاكم ولاية نيويورك الأمريكية ينتمي إلى (الحزب الجمهوري) ولد في مدينة نيويورك. شارك ويلسون في الحرب العالمية الثانية في القوات البحرية، شغل منصب نائب حاكم ولاية نيويورك ما بين عام 1959 إلى عام 1973 وأصبح حاكما على ولاية نيويورك الأمريكية في 18 كانون الأول من سنة 1973 وشغل هذا المنصب إلى 31 كانون الأول من سنة 1974 توفي تشارلز في 13 أذار / مارس من سنة 2000 في ولاية نيويورك.